# Lista personajelor din Baftă Charlie
Următoarea este o listă a personajelor a serialul Disney Channel,Baftă, Charlie.

## Personaje principale

### Teddy Duncan
Thea "Teddy" Duncan (Bridgit Mendler) este un personaj fictiv pe [[Disney Channel] sitcom]Baftă, Charlie .
Fratele ei mai în vârstă, PJ Duncan (Jason Dolley), detine o trupă, așa cum se vede în"Data de studiu", și are cel mai bun prieten pe nume Emmet (Mica Stephen Williams), care a o pasiune pe Teddy, deși ea datează  cu un băiat popular numit Spencer (Shane Harper). Ea se împrietenește cu o fata pe nume Ivy care este BFF ei (Raven Goodwin), care textul reciproc, dar devine gelos după ce ea începe sAmy Duncan (Leigh-Allyn Baker), mama lui Teddy, și decide să umble cumamaei, Mary Lou (Ellia English), pentru a reveni la ea, însă descoperă că mama ei este plictisitoare, asa ca de aceea Ivy vine peste tot timpul. Teddy face jurnale video pentru sora ei, Charlie, sperand ca îi va da sfaturi ei, atunci când ea creste pana la a fi un adolescent și Teddy să se fi mutat undeva (ca un adult). Ea are de asemenea un frate mai mic, Gabe (Bradley Steven Perry), și un tată, Bob (Eric Allan Kramer), care s-au dovedit  atât de slabi la minte, deși Gabe este mai neglijent decât Bob . Vecinii Duncanilor ", Dabneys s-au căsătorit pentru o lungă perioadă de timp, așa cum a spus de PJ în"Curiosul Caz al Domnului Dabney".

### Charlie Duncan
Charlotte "Charlie" Ducan (Mia Talerico) este fetița mică din familie care s-a născut recent.Frații ei mari sunt Teddy,PJ și Gabe.La început,lui Gabe nu-i placea foarte mult  situația având o soră mai mică, deoarece, uneori, cei din familie i-ar acorda mai multa atentie  lui Charlie, deoarece ea este cea mai tânără, dar în cele din urmă a venit în jurul lui Charlie, după ce a scuipat-o pe Teddy în Data de studiu.Când părinții ei nu sunt acasă,ea face numai prostii

### PJ Duncan
Percy Jensen "PJ" Ducan (Jason Dolley) este copilul cel mai mare din familie.Alături de Emmet are o trupă,repetițile fiind văzute în Data de studiu.Este fratele lui enervant a lui Teddy  mai în vârstă și fratele mai mare al lui Gabe,care devine de-a lungul cu el surprinzator,și a nou-născutei,Charlie.

### Gabe Duncan
Gabriel "Gabe" Ducan (Brandley Steven Perry) este fratele mai mic a lui Teddy și Pj,dar fratele mai mare a lui Charlie.El încurcă lumea cam mult și nu prea gândește,fiind un făcător de probleme.În,Data de studiu,nu a avut o părere prea bună despre Charlie.Lui nu îi place să fie ignorat.

### Amy Duncan
Amelia "Amy" Ducan (Leigh-Allyn Baker) este mama lui PJ,Teddy,Gabe și Charlie.O iubește mult pe fetița ei miică și o îngrijește des.Ea de asemenea a mers pe o petrecere de tip text cu cel mai bun prieten al lui Teddy, Ivy, care în cele din urmă a făcut-o pe Teddy geloasă. 

### Bob Duncan
Robert "Bob" Duncan (Eric Allan Kramer) este tatăl lui PJ,Teddy,Gabe,Charlie și soțul lui Amy. Astfel cum sunt identificate în primul episod al Baftă, Charlie de Teddy, el este un exterminator și are o companie numita "Bugs" . Bobinsik si sotia sa Amynial au o poveste de dragoste forate veche de aceea au 3 copii.

## Personaje secundare

### Ivy Wentz
Ivy Wentz (Raven Goodwin) este cel mai bună prietenă a lui Teddy, care este întotdeauna în fața casei sale. Ea este o persoană foarte drăguță, care devine uneori un pic dură atunci când vine vorba de a face prieteni. Ea are un simț al umorului foarte ascuțit.

### Spencer Walsh
Spencer Walsh (Shane Harper) este un băiat la care Teddy are o pasiune.A aparut în,Data de Studiu,încercând să învețe împreună.El și Teddy erau pe cale să se sărute atunci când cineva l-a chemat.

### Emmett
Emmett (Micah Stephen Williams) este prietenul cel mai bun al lui PJ care are o pasiune pentru Teddy.

### Dna. Dabney
Dna. Estelle Dabney (Patricia Belcher) este vecina familiei Duncan, care a fost acuzată de uciderea soțului ei intr-un episod. Ea de fapt n-a ucis pe nimeni ci se uita la un serial tanar si nelinistit. Ea e rea cu duncanii mai ales cu Gabe cel mai mic baiat.

### Hugo
Hugo(Larry Joe Campbell) este proprietarul ziarului media Reddi-Mart,care este un dușman al Gabe.El striga la angajații săi cele mai multe ori, și a luat pe Charlie, Teddy și Gabe in inchisoare pentru furtul accidental unei perechi de ochelari de soare. El pare să fie perceput ca fiind negativ. 